# Sigrid Combüchen

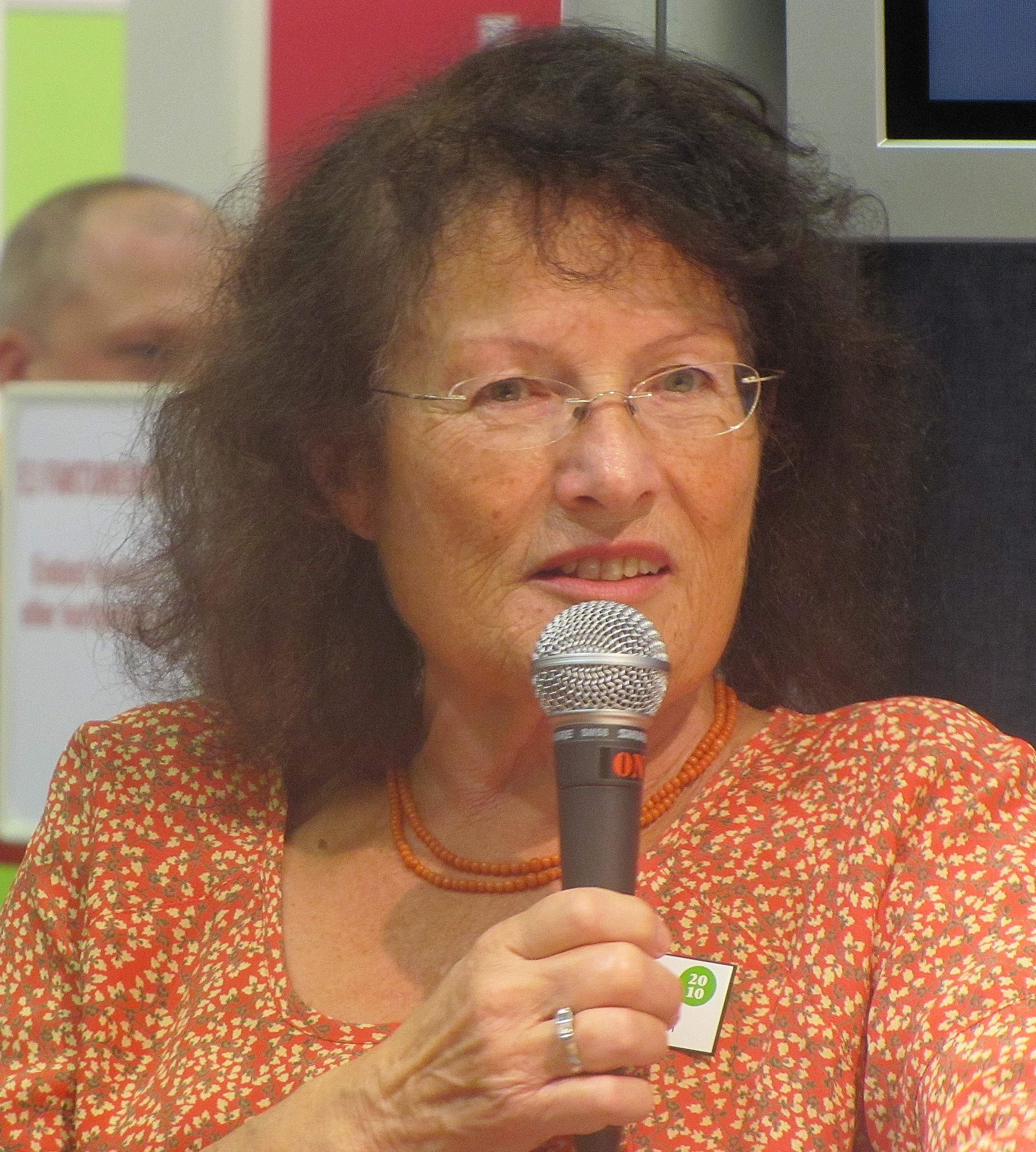
Sigrid Combüchen, 2010.

Sigrid Combüchen (Solingen, 16 januari 1942) is een Zweeds romanschrijfster.

## Leven en werk
Combüchen werd tijdens de Tweede Wereldoorlog geboren in Duitsland als dochter van een Duitse vader en een Litouwse moeder. Ze verhuisde in 1948 met haar familie naar Zweden. Daar studeerde ze politicologie, geschiedenis en literatuurwetenschappen. Vervolgens werkte ze lange tijd als journaliste en redactrice in de dagblad- en tijdschriftenwereld.
Combüchen debuteerde al op achttienjarige leeftijd met haar roman Ett rumsrent sällskap, maar het duurde vervolgens tot 1977 alvorens haar volgende boek verscheen. Sindsdien schreef ze nog negen andere romans. Haar bekendste werk is 'Byron' uit 1988, dat ook in het Nederlands werd vertaald. Het boek schetst een beeld van de romantische Engelse dichter Lord Byron vanuit wisselende perspectieven: voortdurend switcht ze tussen het jaar 1938, waarin een aantal Byron-fanaten onderzoek doen voor een boek ter ere van diens 150e geboortedag, en een historisch verleden waarin Byron zelf figureert. Centrale vraag is hoe interpretatieverschillen het beeld van een historische persoon kunnen vertroebelen.
In 2004 won Combüchen de Selma Lagerlöf-Prijs en in 2010 de Augustprijs, voor haar roman 'Spill - en damroman'. Sinds 2003 is ze als docente verbonden aan de Universiteit van Lund. Ook vervult ze diverse vooraanstaande adviesfuncties, onder meer voor de Zweedse wetenschapsraad.